# Obocum
Obokun é uma área do governo local em Osun (estado), Nigéria. Sua sede está na cidade de Ibokun 7° 47′ 00″ N, 4° 43′ 00″ L.
Possui uma área de 527 km² e uma população de 116,850 no Censo de 2006.
O código postal da área é 233.
Outras cidades incluem Imesi-Ile, Esa-Oke e Ora.